# Gilbert John Arrow
Gilbert John Arrow, född 20 december 1873 i London, död 5 oktober 1948, var en brittisk entomolog. Han utbildade sig till arkitekt, men blev intresserad av insekter då han arbetade på Natural History Museum mellan 1896 och 1938, där han huvudsakligen arbetade med skalbaggar och upptäckte stridulation hos bladhorningar.
Auktorsnamnet Arrow, G.J. kan användas för Gilbert John Arrow i samband med ett vetenskapligt namn inom zoologin; se Wikipedia-artiklar som länkar till auktorsnamnet.